# Córdobacinklod
Córdobacinklod (Cinclodes comechingonus) är en fågel i familjen ugnfåglar inom ordningen tättingar.

## Utbredning och systematik
Fågeln förekommer i Anderna i nordcentrala Argentina (västra Córdoba till östra Tucumán). Den behandlas som monotypisk, det vill säga att den inte delas in i några underarter.

## Status
IUCN kategoriserar arten som livskraftig.